# Trenton (Texas)
Trenton es una ciudad ubicada en el condado de Fannin en el estado estadounidense de Texas. En el Censo de 2010 tenía una población de 635 habitantes y una densidad poblacional de 135,98 personas por km².

## Geografía
Trenton se encuentra ubicada en las coordenadas 33°25′47″N 96°20′23″O / 33.42972, -96.33972. Según la Oficina del Censo de los Estados Unidos, Trenton tiene una superficie total de 4.67 km², de la cual 4.67 km² corresponden a tierra firme y (0%) 0 km² es agua.

## Demografía
Según el censo de 2010, había 635 personas residiendo en Trenton. La densidad de población era de 135,98 hab./km². De los 635 habitantes, Trenton estaba compuesto por el 87.87% blancos, el 3.78% eran afroamericanos, el 1.1% eran amerindios, el 0% eran asiáticos, el 0% eran isleños del Pacífico, el 4.72% eran de otras razas y el 2.52% pertenecían a dos o más razas. Del total de la población el 17.8% eran hispanos o latinos de cualquier raza.